# Jochanan Trilse-Finkelstein
Jochanan Trilse-Finkelstein (geboren am 10. Oktober 1932 in Breslau; gestorben am 23. März 2017 in Berlin) war ein deutscher Philosoph, Literatur- und Theaterwissenschaftler, Schriftsteller und Publizist. Er wurde als Christoph Trilse geboren und trug als Tarnnamen im Exil Krzystof Trilczé bzw. Christoph Trilse, wie auch später zeitweise in Publikationen der 1960er- und 1970er-Jahre.

## Leben

### Elternhaus
Trilse entstammte einem jüdischen sozialdemokratischen Elternhaus. Sein Vater war Arzt (Kieferchirurg und Stomatologe, ursprünglich Tropenarzt) und stammte aus Polen, die Mutter (Krankenschwester) aus Galizien. 1933 ging die Familie aus politischen und rassischen Gründen ins Exil, zunächst, da die Mutter österreichische Staatsbürgerin war, nach Wien. 1938 – nach dem Anschluss Österreichs an „Großdeutschland“ – floh sie nach Prag, dem Exilsitz des Vorstandes der deutschen Sozialdemokratie. 1939 gelangte sie dann über die Slowakei und Ungarn nach Triest, von dort mit einem der letzten Flüchtlingsschiffe nach Shanghai. Die Familie lebte dort bis 1941, bevor aus gesundheitlichen Gründen, die Mutter vertrug das Shanghaier Klima nicht, die Rückkehr nach Europa erfolgte. Trilse lebte mit falschem Pass ohne jüdische Identität in der Illegalität, zeitweise in Wien, wo der Vater als Arzt arbeiten konnte. 1943 kam es zu einer erneuten gemeinsamen Flucht nach Jugoslawien. Der Vater schloss sich in Slowenien und Kroatien der Jugoslawischen Volksbefreiungsarmee als Mediziner im Offiziersrang an.
1946 kehrte die Familie nach Österreich zurück. Alle anderen Verwandten wurden in Auschwitz, Theresienstadt und anderen NS-Lagern ermordet. In Wien arbeitete der Vater bis zu seinem Tod 1951 wieder als Arzt und die Mutter bis zu ihrem Übergang in die DDR 1952 wieder als Krankenschwester. In der DDR wurde sie 1953 für ein halbes Jahr ohne Haftbefehl und Gerichtsurteil wegen „Titofaschismus“ und „Zionismus“ inhaftiert. Nach Stalins Tod im Sommer 1953 entlassen, führte sie ein nicht nachweisbares Leben bis 1956; nach dem 20. Parteitag der KPdSU unter Chruschtschow erfolgte die Niederlegung des Verfahrens und 1963 die politische Rehabilitierung (keine juristische). Seither lebte die Mutter Trilses ohne jede Funktion und als Mindestrentnerin zurückgezogen und unbehelligt, 1981 erhielt sie die ihr zustehende VdN-Pension, sie starb 1985; und erfuhr 1992 postum eine juristische Rehabilitierung.

### Ausbildung
Trilse besuchte das Theresianum in Wien bis zur Matura 1951, absolvierte 1950/51 ein externes Schauspielstudium am Max-Reinhardt-Seminar, konnte aber trotz guten Examens infolge eines Kehlkopfleidens den Schauspielerberuf nicht aufnehmen. Daher lernte er bis Ende 1952 in der Forstwirtschaft, beendete die Lehrzeit als Forstgeselle. 1951 wurde er Mitglied der KPÖ nach Bürgschaft Ernst Fischers (bis 1969, Austritt nach Besetzung der ČSSR). 1953–1956 studierte er Philosophie sowie Literatur- und Theaterwissenschaft an der Universität Wien, 1956/57 dasselbe in Graz; 1957 für ein Semester in Frankfurt/Main Philosophie und Sozialwissenschaft bei Theodor W. Adorno; 1957/58 Fortsetzung des Studiums bei Ernst Bloch, Hans Mayer und Walter Markov an der Karl-Marx-Universität Leipzig (DDR).
Einen sprach- und sprechwissenschaftlichen Kurs bei den Professoren Hauschild und Weithase belegte er als Externer noch bis 1959 in Jena, Abschluss mit mehreren Diplomen, Theaterwissenschaft in Leipzig bei Armin-Gerd Kuckhoff. Er blieb in der DDR, promovierte 1971 und 1972 an den Universitäten Rostock und Dresden, habilitierte sich 1977 in Greifswald. 1985 erfolgte die Professur (Titular).

### Tätigkeiten
Nach Abschluss der Studien hatte Trilse Ende der fünfziger Jahre zunächst ein Jahr als Dramaturg am Theater Güstrow gearbeitet. Wegen allzu schlechter Bezahlung und Erkrankung der Mutter zog er zurück nach Erfurt, wo er bis 1960 als Dozent an einer Fachhochschule für Architektur und Bauwesen tätig war. Danach arbeitete er bis 1966 an den Nationalen Forschungs- und Gedenkstätten für klassische Literatur in Weimar zunächst als vorwiegend fremdsprachlicher Museumsführer für Goethe- und Schillerstätten in Weimar und Thüringen, später als Philologe und Historiker an der Heine-Säkular-Ausgabe, die er maßgeblich aufbaute und einrichtete, später aber vertrieben wurde. 1966–1971 war er am Henschel-Verlag Berlin tätig, zunächst als Lektor, ab 1967 als leitender Lektor für Darstellende Kunst. 1972/73 im Aufbau-Verlag Redakteur bei „Weimarer Beiträge“. Seitdem war Trilse freier Autor und als Autor, Herausgeber und Publizist und in weitreichender internationaler Reise-Tätigkeit engagiert.

### Mitgliedschaften
1973 wurde er Mitglied im Schriftstellerverband der DDR (Vorsitzende Anna Seghers, Hermann Kant), 1986 im Verband der Autoren Österreichs (Vorsitz: Ernst Jandl), 1990 Mitglied des Verbandes Deutscher Schriftsteller der BRD; 1995 Mitglied der Academy of Sciences New York.

### Annahme des NamensFinkelsteinund gesellschaftliches Engagement
Als 1978 in der Novembernacht des 9. zum 10. zum fünften Mal Steine die Fenster der mütterlichen Wohnung trafen, nahmen seine Mutter und auch Trilse selbst die antisemitische Tat zum Anlass, ihre jüdischen Namen wieder anzunehmen – Esther und Jochanan Finkelstein, letzterer war der Geburtsname der Mutter. Esther Finkelstein ging in die Jüdische Gemeinde ohne sich als eigentlich religiös zu bezeichnen und wurde 1985 auf eigenen Wunsch auf dem „Guten Ort“, dem Jüdischen Friedhof Berlin-Weißensee, beigesetzt. Jochanan Trilse-Finkelstein ging – ohne ausgesprochen religiös zu sein – ebenfalls zur Jüdischen Gemeinde, besonders zu ihren kulturellen Veranstaltungen. Im Frühsommer 1992 wurde er Mitglied des Jüdischen Kulturvereins, wo er von 1992 bis zu dessen Auflösung 2009 aktives Vorstandsmitglied war. Er veröffentlichte regelmäßig Artikel in der Vereinszeitschrift, unter anderem eine regelmäßige Artikelserie „Jeder Tag ein Gedenktag“, hielt viele Vorträge im Kulturverein, organisierte Veranstaltungen und betreute Referenten und Gäste.
Er gehörte zu den jüdischen Erstunterzeichnern der Berliner Erklärung Schalom 5767.

## Auszeichnungen
- 2012: Ehrengabe des Anna Amalia und Goethe Freundeskreises e.V.[5]
- 2015: Kurt-Tucholsky-Preis für literarische Publizistik[6][7]

## Werkbibliografie (Auswahl)
27 veröffentlichte Bücher, darunter
- Geschichte der deutschen Schauspielkunst, 2 Bde., Berlin 1967;
- Antike und Theater heute, Berlin 1975 (Übers. ins Griechische 1978, 2. dt. Auflage 1979);
- Theaterlexikon, Henschelverlag Kunst und Gesellschaft, Berlin, 1977 (2. Aufl. 1978);
- Das Werk des Peter Hacks, Berlin 1982 (4. Aufl. bis 1982);
- Heinrich Heine – Eine Bildbiografie, Leipzig 1984 (3 Auflagen bis 1988);
- Lexikon Theater International, Berlin 1995 (5000 S., Manuskript, Hauptautor und Herausgeber); Taschenbuchausgabe 2001 und 2003;
- Gelebter Widerspruch – Heinrich Heine, Berlin 1997/1998, 2001 (Aufbau-Verlag);
  - dazu acht Dramen-Ausgaben, drei Prosa-Ausgaben, zwei Lyrik-Ausgaben; zahlreiche Buch-Editionen mit Werken Heinrich Heines und zum Vormärz (Kommentierte Ausgaben);
- Wir – Der Jüdische Kulturverein in Berlin (Herausgabe und Teilbeitrag) Mannheim, 2009;
- Goethes erstes Weimarer Jahrzehnt, Ilse Nagelschmidt/Stefan Weiß/Jochanan Trilse-Finkelstein (Hrsg.), Tagungsband mit weiteren Forschungsergebnissen, 464 Seiten, Weimar 2010, ISBN 978-3-936177-15-2.
- Heinrich Heine und Kurt Tucholsky in Paris, Berlin 2010 (Edition Bodoni);
- Jeder Tag ein Gedenktag – Jüdische Lebens- und Gesellschaftsbilder, Berlin, 2012;
- Dichten wider die Unzeit – Textkritische Beiträge zu Gertrud Kolmar (Mitherausgabe und Beiträge), Frankfurt/Main, 2013;
- Ich hoff, die Menschheit schafft es. Peter Hacks – Leben und Werk, Leipzig, 2015, ISBN 978-3-936149-19-7.
- mit Esther Grünwald: So kam ich unter die Deutschen. Die Saga. Araki Verlag, Leipzig 2017, ISBN 978-3-936149-25-8.

Mitarbeit an
- Geschichte der deutschen Literatur in 12 Bänden, Berlin ab 1960ff; Kulturgeschichte der Antike, Bd. 1: Griechenland, Berlin 1977ff;
- Literatur der DDR, Einzeldarstellungen, Bd. 1 – 3, Berlin 1977ff;
- Österreichische Literatur, Einzeldarstellungen, Berlin 1988

Zudem Aufsätze, Essays, Einleitungen
- in den Sachgebieten Deutsche, österreichische und Weltliteratur,
- zu Theatergeschichte und Theater heute: ca. 90 Beiträge;
- zu Philosophie: 12 Beiträge;
- im Bereich griechische Antike: 14 Darstellungen,
- zu Judaica (Jüdische und Jüdisch-deutsche Kulturgeschichte): ca. 200 Beiträge
- Reportagen, Reise- und Städtebilder: etwa 50;